# Mannō-See
Der Mannō-See (japanisch 満濃池 Mannō-ike) liegt im Verwaltungsgebiet der Stadt Mannō innerhalb der japanischen Präfektur Kagawa. Der Stausee wird seit der Antike zur Bewässerung genutzt. Der Staudamm ist in seiner über 1300 Jahre alten Geschichte wiederholt eingestürzt und repariert worden, bis er seine heutige Größe erreicht hatte.

## Geographie

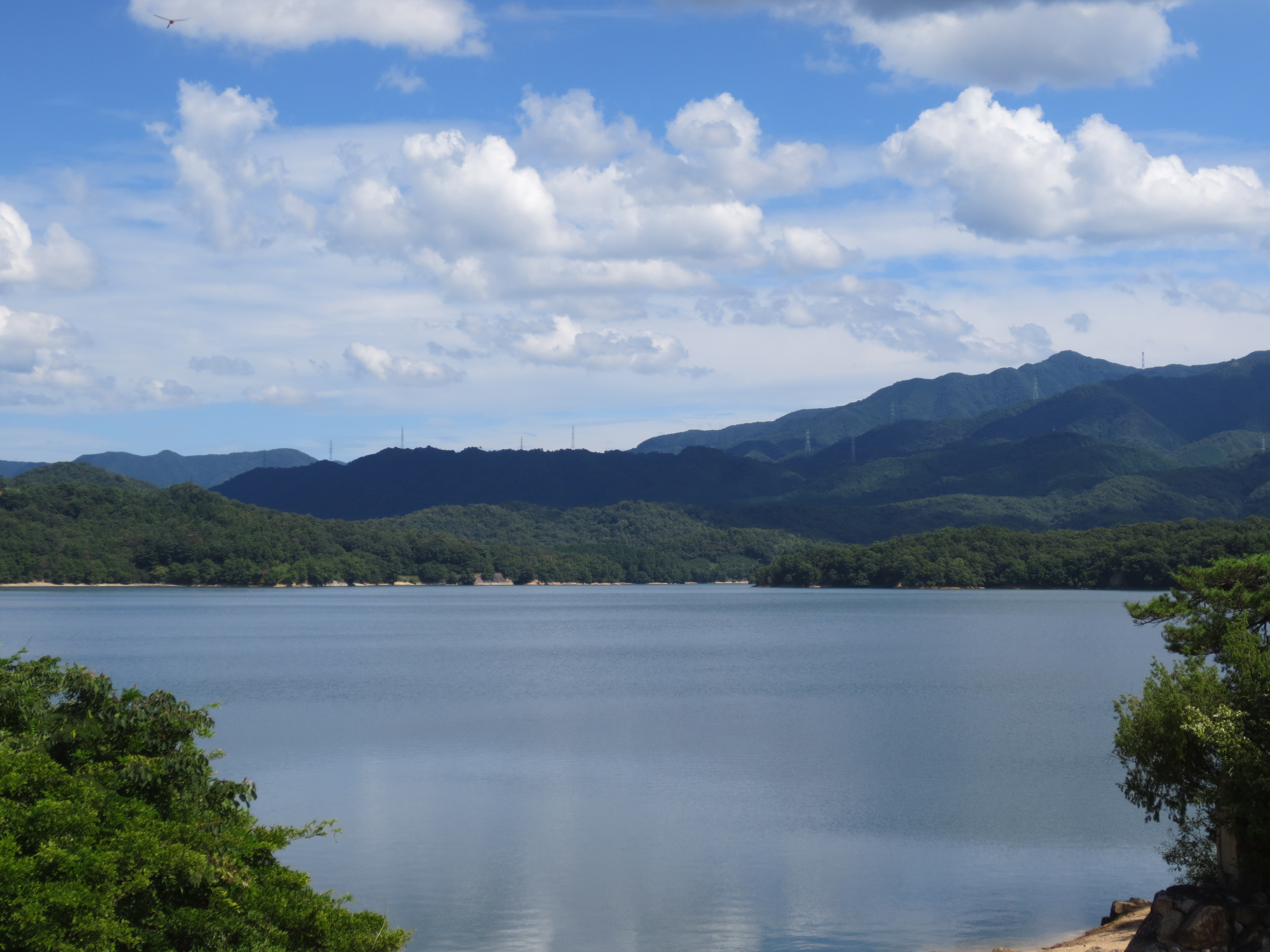

Der Mannō-See hat eine Fläche von 138,5 ha und fasst 15,4 Millionen m³ Wasser. Damit ist er der größte Stausee der Präfektur und einer der größten Japans. Die Tiefe erreicht 22 m. Ein Zufluss ist der Kanakura (金倉川), der im Südosten in den See mündet und ihn als Abfluss im Nordwesten verlässt und schließlich bei Marugame in die Seto-Inlandsee mündet. Ein weiterer Zufluss ist aus dem Süden kommend der Hontani (本谷川).

## Geschichte
Der See hat eine über 1300 Jahre alte Geschichte. Er soll in der Taihō-Ära (701–704) von Michimori Ason (道守 朝臣), dem Gouverneur der Provinz Sanuki, aufgestaut worden sein. Allerdings brach der Staudamm 818 bei einem Hochwasser. 821 wurde Mahito Hamatsugo (真人 浜継) vom kaiserlichen Hof mit dem Wiederaufbau beauftragt, jedoch kam es aus Arbeitermangel zu Verzögerungen. Mit Unterstützung Kūkais, dem Begründer des japanischen Shingon-Buddhismus, konnte der Damm im Juli fertig gestellt werden. Dreißig Jahre später, im Herbst 851, brach der Damm erneut bei einem Hochwasser. Für die im März beginnende Reparatur wurden 19.800 Arbeiter, 120.000 Reisbündel und 68.000 Strohballen aufgewendet. Am 1. Mai 1184 brach der Damm erneut und blieb die nächsten 450 in die Kamakura- und Sengoku-Zeit fallenden Jahre so. Erst 1628 ordnete Ikoma Takatoshi (生駒 高俊), seinerzeit Lehnsherr von Sanuki, einen Neubau an, der bis 1631 dauerte. Durch den Stausee konnten 44 Dörfer bewässert werden, die sich auf 3 Distrikte verteilten. Dies entsprach 35.814 Koku und damit etwa einem Sechstel der gesamten Koku von Sanuki zu dieser Zeit. Am 9. Juli 1854 stürzte der Damm ausgelöst durch ein Erdbeben ein. 1870 wurde er wiederhergestellt. Zwischen 1905 und 1906 wurde der Damm um 0,87 m erhöht und zwischen 1940 und 1959 die Wasserspeicherkapazität auf 15.400.000 m³ verdoppelt. Zwischen 1953 und 1969 wurde für die effektivere Nutzung des Wassers aus dem Stausee ein Projekt für den Fluss Kanakura in der Präfektur entwickelt, um die Hauptwasserstraße zu verbessern. Die Baukosten lagen bei 639.122.000 Yen.
Am 16. Oktober 2019 wurde der See als Landschaftlich Schöner Ort ausgewiesen.

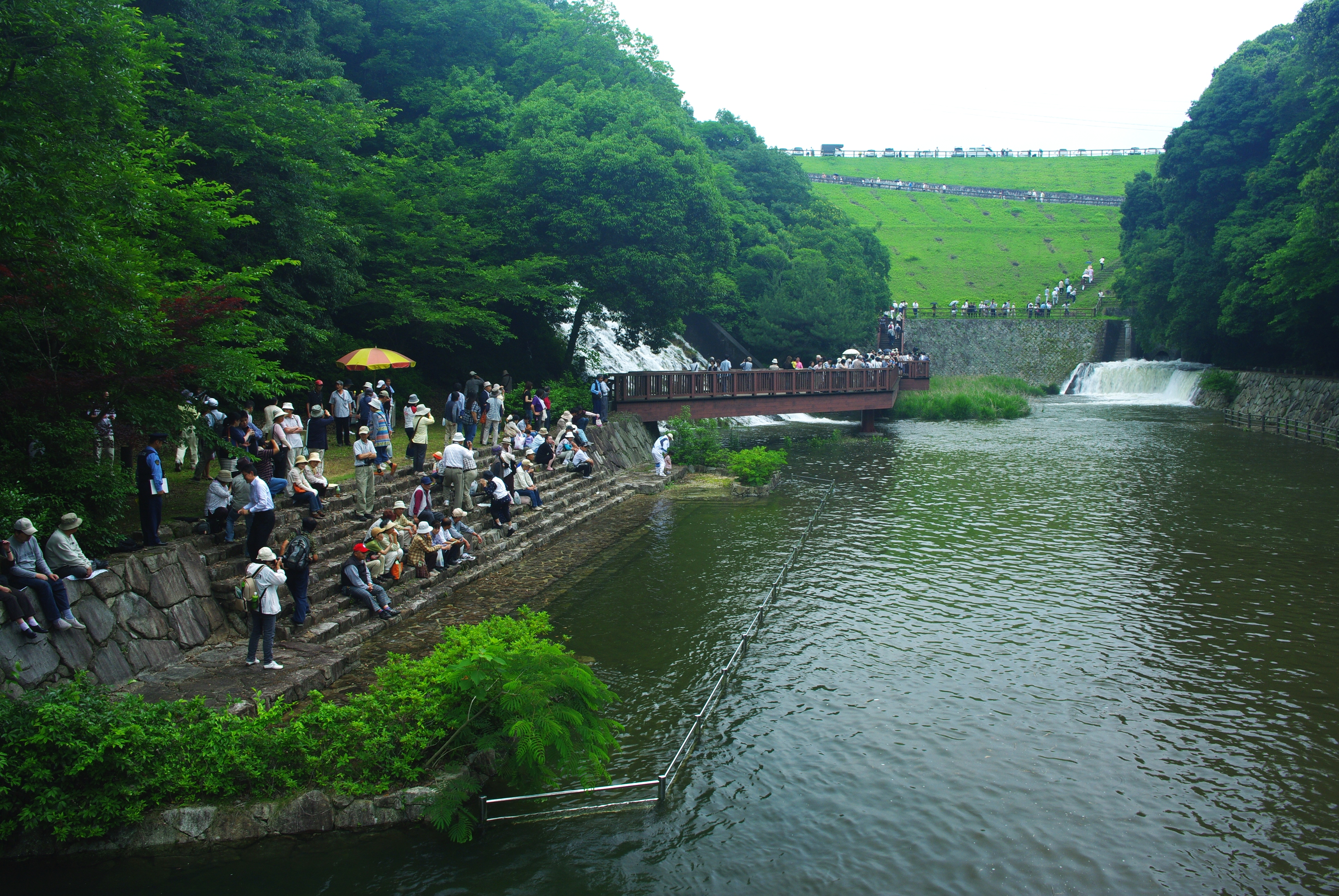
Yuru-nuki

## Staudamm
Der heutige Staudamm befindet sich auf der Nordwestseite des Sees. Er hat eine Höhe von 32 m und Länge von 155,8 m.
Jedes Jahr am 15. Juni findet das Yuru-nuki (ユル抜き) statt. Das Fest, bei dem Wasser aus dem Stausee abgelassen wird, hat eine lange Tradition.

## Fauna
Zu den vorkommenden Fischarten zählt der Blaue Sonnenbarsch. Der See ist seit langer Zeit bekannt für die im Sommer zur Reispflanzung auftretenden Glühwürmchen. Vor 30 Jahren verschwanden diese jedoch. Erst mit geeigneten Schutzmaßnahmen am Kanakura sind inzwischen wieder Glühwürmchen anzutreffen.

## In der Nähe
- Sanuki-Mannō-Park (国営讃岐まんのう公園)[7]
- Mannōikeshinrin-Park (満濃池森林公園): 64 ha großer Waldpark in dem 30 Arten von Präfekturbäumen gepflanzt wurden sowie etwa 3700 Kirschbäume[8]
- Hotarumi-Park (ほたる見公園)
- Kanno-ji (神野寺), buddhistischer Tempel[9]
- Kanno-Schrein (神野神社)

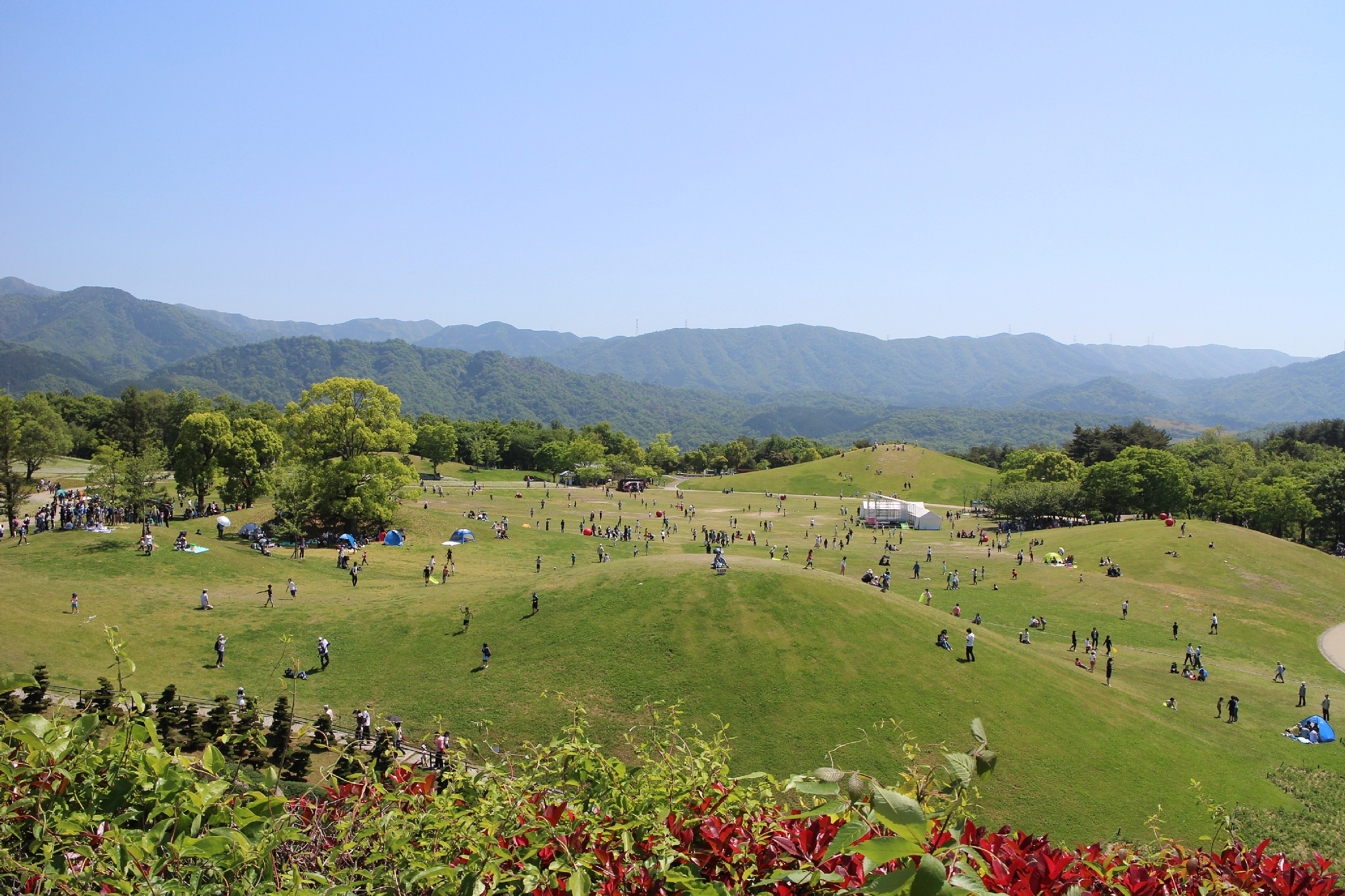
Sanuki-Mannō-Park
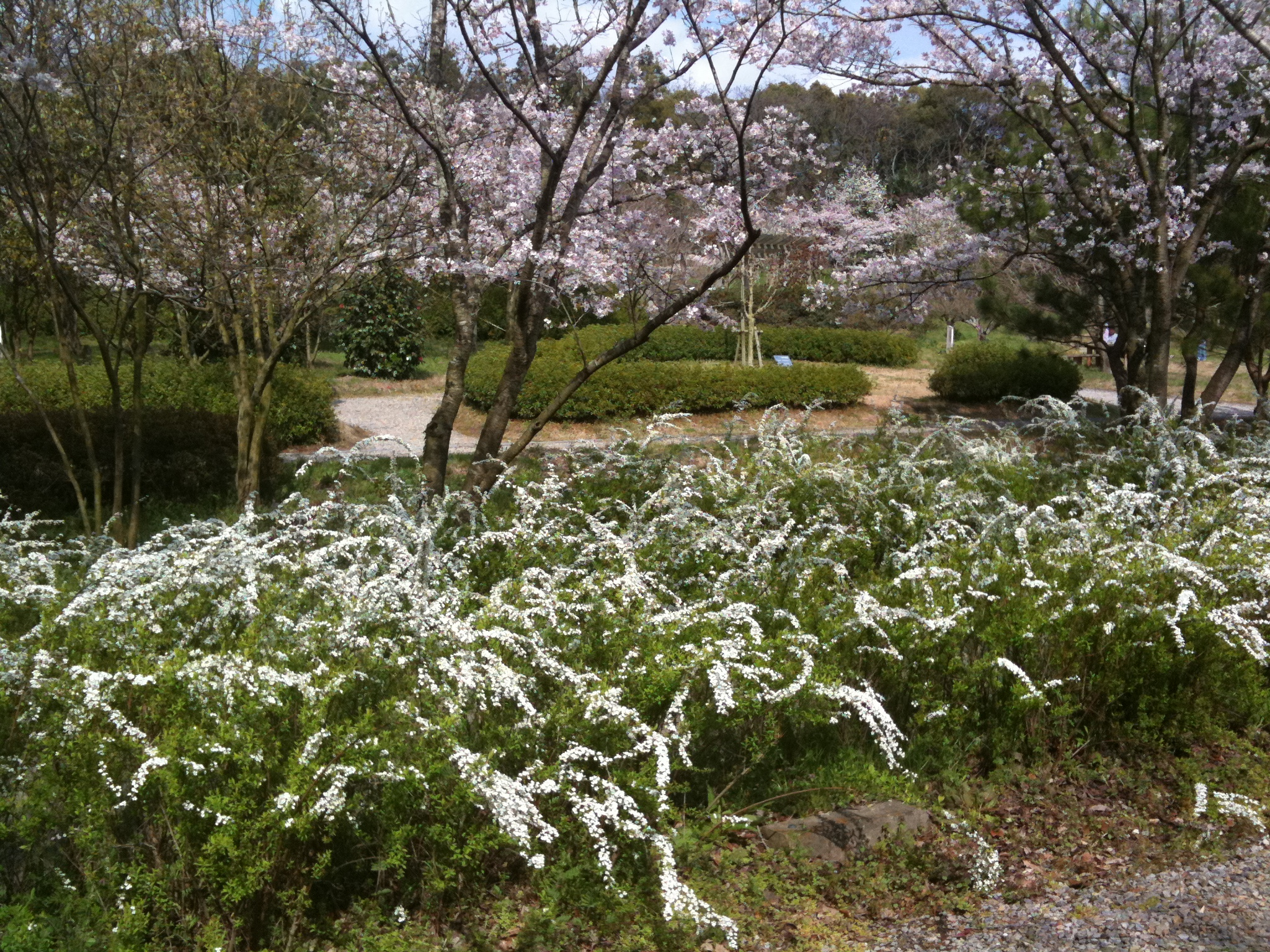
Mannōikeshinrin-Park
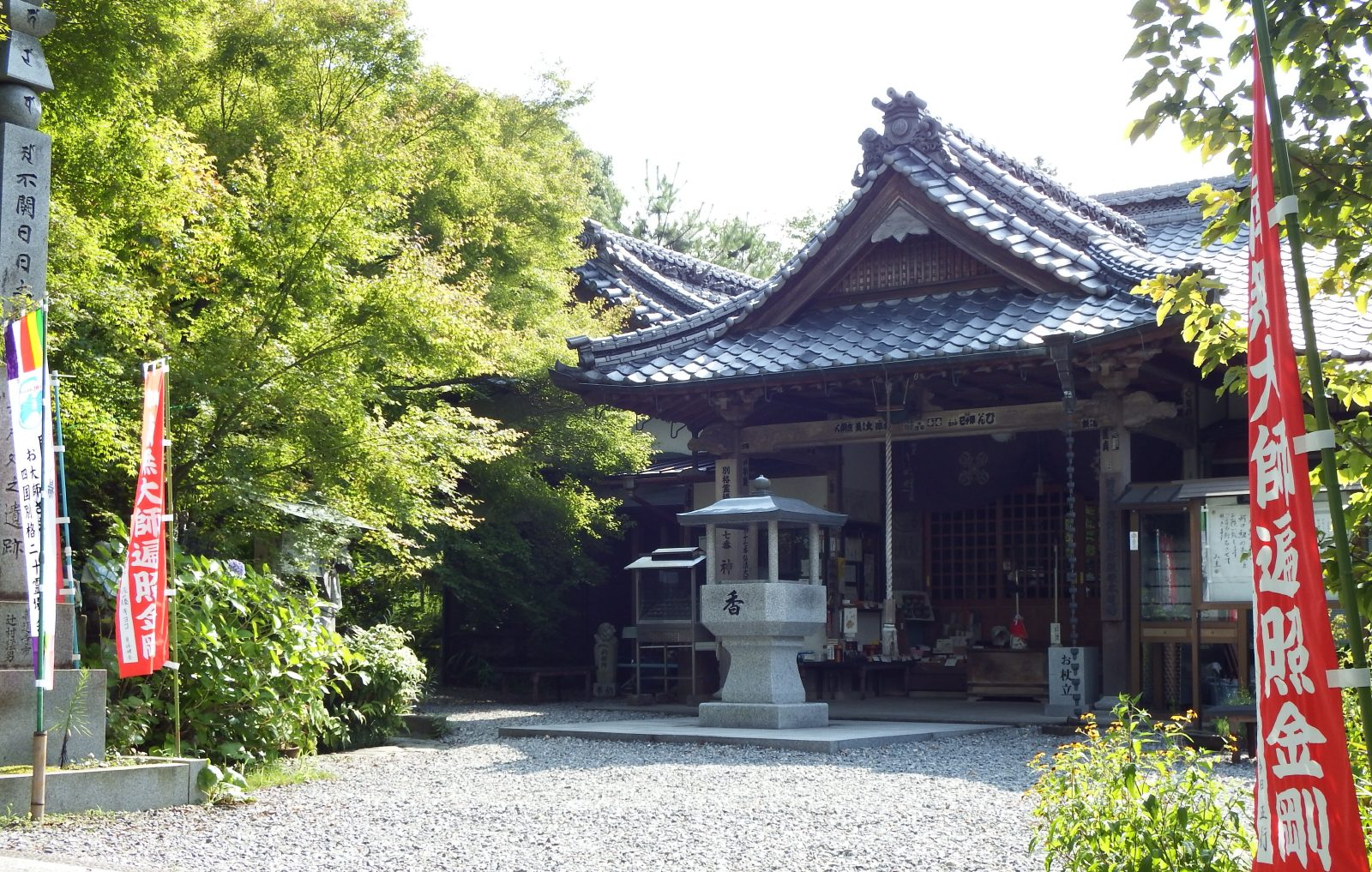
Kanno-ji
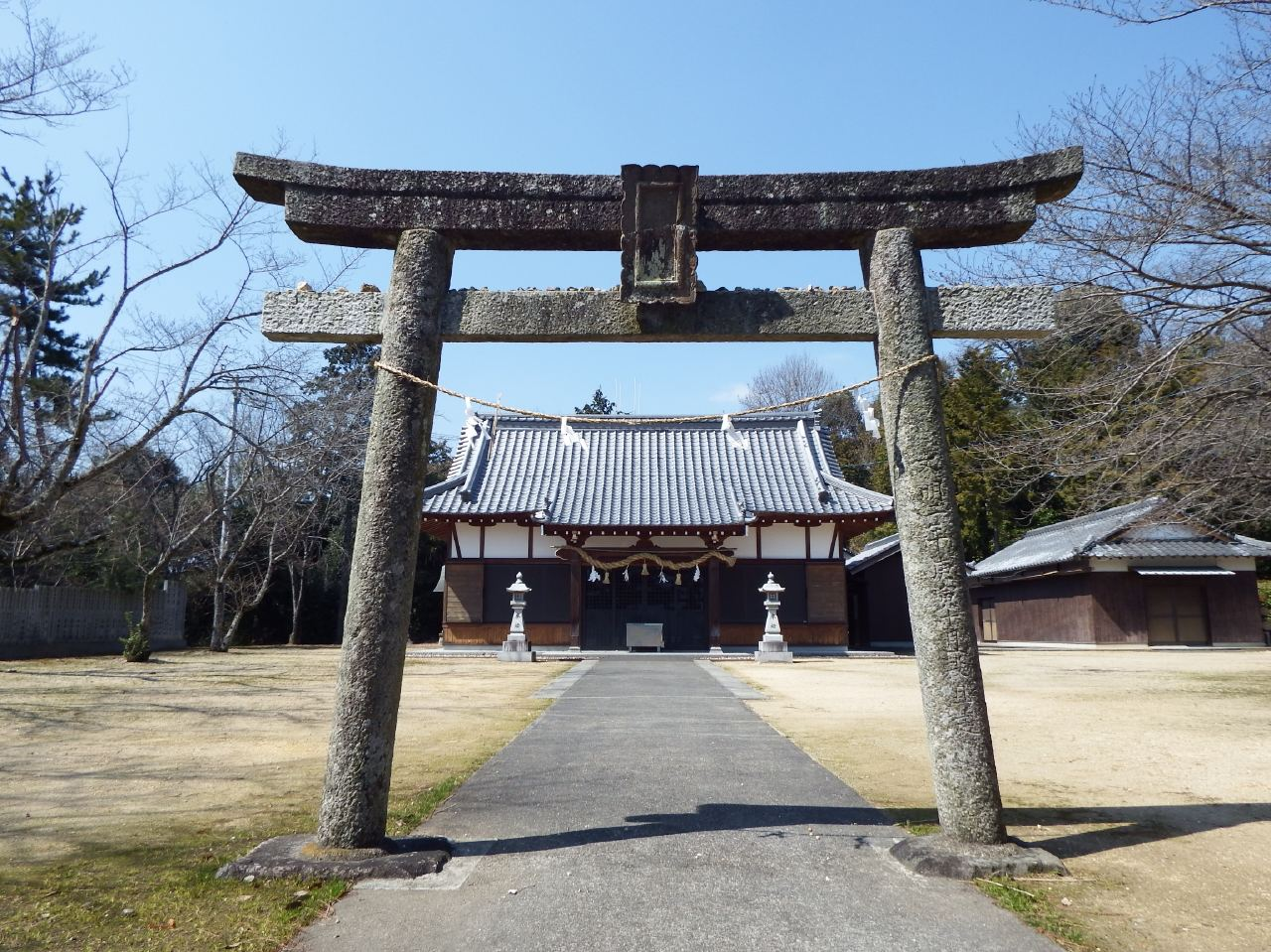
Kanno-Schrein